# 普羅托卡河
普羅托卡河（烏克蘭語：Протока），是烏克蘭的河流，位於該國中北部基輔州，屬於羅斯河的支流，發源自馬里亞尼夫卡，河道全長59公里，流域面積580平方公里。